# Lira do Amor
Lira do Amor foi uma escola de samba histórica do Rio de Janeiro. Situava-se no subúrbio de Bento Ribeiro, na Rua Pacheco da Rocha. É citada na famosa música Geografia Popular, de Marquinhos de Oswaldo Cruz, Edinho Oliveira / Arlindo Cruz e interpretada por Beth Carvalho. Também aparece no conto A Morte da Porta-Estandarte, de Aníbal Machado.

## História
A escola esteve presente no Carnaval de 1933, não obtendo classificação.
Em 1941, Paulo da Portela, depois de se desentender com integrantes de sua escola, a Portela, passou a integrar a Lira do Amor. No entanto, após a sua transferência, a escola não desfilou entre 1942 e 1945, por causa de reflexos da II Guerra Mundial no Carnaval Carioca.
Em 1946 e 1947, voltou a desfilar, já com Paulo como seu presidente, obtendo duas vezes o sexto lugar. Após a morte do compositor e dirigente, em 1949, não mais desfilou, extinguindo-se.